# Badminton na Igrzyskach Wspólnoty Narodów 2014
Zawody badmintonowe na Igrzyskach Wspólnoty Narodów 2014 rozegrane zostały w dniach 24 lipca – 3 sierpnia 2014 roku na hali Emirates Arena w Glasgow, które było organizatorem tych igrzysk. Była to trzynasta edycja zawodów badmintonowych w historii igrzysk. Przeprowadzono zawody w 6 konkurencjach. W klasyfikacji medalowej zwyciężyła reprezentacja Malezji, która zdobyła trzy złote medale.

## Rezultaty
| Konkurencja:                 | Złoto | Srebro | Brąz |
| Singiel mężczyzn (szczegóły) | Kashyap Parupalli | Derek Wong | Gurusai Dutt |
| Singiel kobiet (szczegóły)   | Michelle Li | Kirsty Gilmour | Pusarla Venkata Sindhu |
| Debel mężczyzn (szczegóły)   | Malezja · Tan Wee Kiong · Goh V Shem | Singapur · Danny Bawa Chrisnanta · Chayut Triyachart | Anglia · Chris Langridge · Peter Mills |
| Debel kobiet (szczegóły)     | Malezja · Vivian Hoo Kah Mun · Woon Khe Wei | Indie · Jwala Gutta · Ashwini Ponnappa | Anglia · Gabrielle Adcock · Lauren Smith |
| Mikst (szczegóły)            | Anglia · Chris Adcock · Gabrielle Adcock | Anglia · Chris Langridge · Heather Olver | Szkocja · Robert Blair · Imogen Bankier |
| Drużyny mieszane (szczegóły) | Malezja · Chong Wei Feng · Liew Daren · Tee Jing Yi · Woon Khe Wei · Lai Pei Jing · Lim Yin Loo · Chan Peng Soon · Vivian Hoo Kah Mun · Tan Wee Kiong · Goh V Shem | Anglia · Andrew Ellis · Chris Adcock · Chris Langridge · Gabrielle Adcock · Heather Olver · Kate Robertshaw · Lauren Smith · Peter Mills · Rajiv Ouseph · Sarah Walker | Singapur · Huang Chao · Chayut Triyachart · Danny Bawa Chrisnanta · Derek Wong · Yao Lei · Fu Mingtian · Shinta Mulia Sari · Terry Hee · Vanessa Neo Yu Yan · Liang Xiaoyu |

## Klasyfikacja medalowa

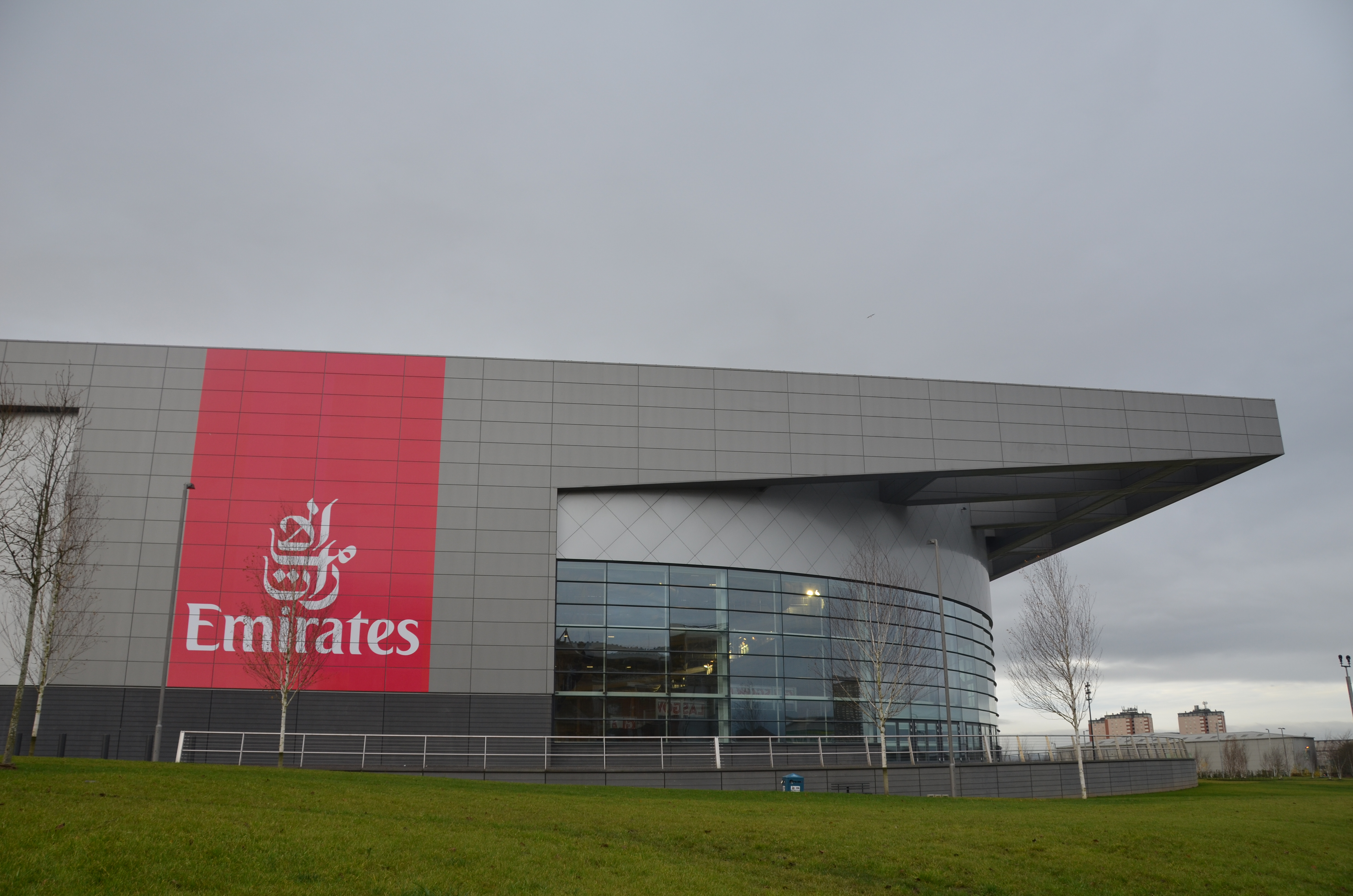
Hala Emirates Arena w Glasgow

| Miejsce | Państwo  | Złoto | Srebro | Brąz | Razem |
| ------- | -------- | ----- | ------ | ---- | ----- |
| 1.      | Malezja  | 3     | 0      | 0    | 3     |
| 2.      | Anglia   | 1     | 2      | 2    | 5     |
| 3.      | Indie    | 1     | 1      | 2    | 4     |
| 4.      | Kanada   | 1     | 0      | 0    | 1     |
| 5.      | Singapur | 0     | 2      | 1    | 3     |
| 6.      | Szkocja  | 0     | 1      | 1    | 2     |
| Razem   | Razem    | 6     | 6      | 6    | 18    |